# Kemang (Sanga Desa)
Kemang is een bestuurslaag in het regentschap Musi Banyuasin van de provincie Zuid-Sumatra, Indonesië. Kemang telt 3154 inwoners (volkstelling 2010).